# Lirobittium asperum
Lirobittium asperum is een uitgestorven slakkensoort uit de familie van de Cerithiidae. De wetenschappelijke naam van de soort is voor het eerst geldig gepubliceerd in 1911 door Bartsch als Turbonilla aspera.